# Lžovice

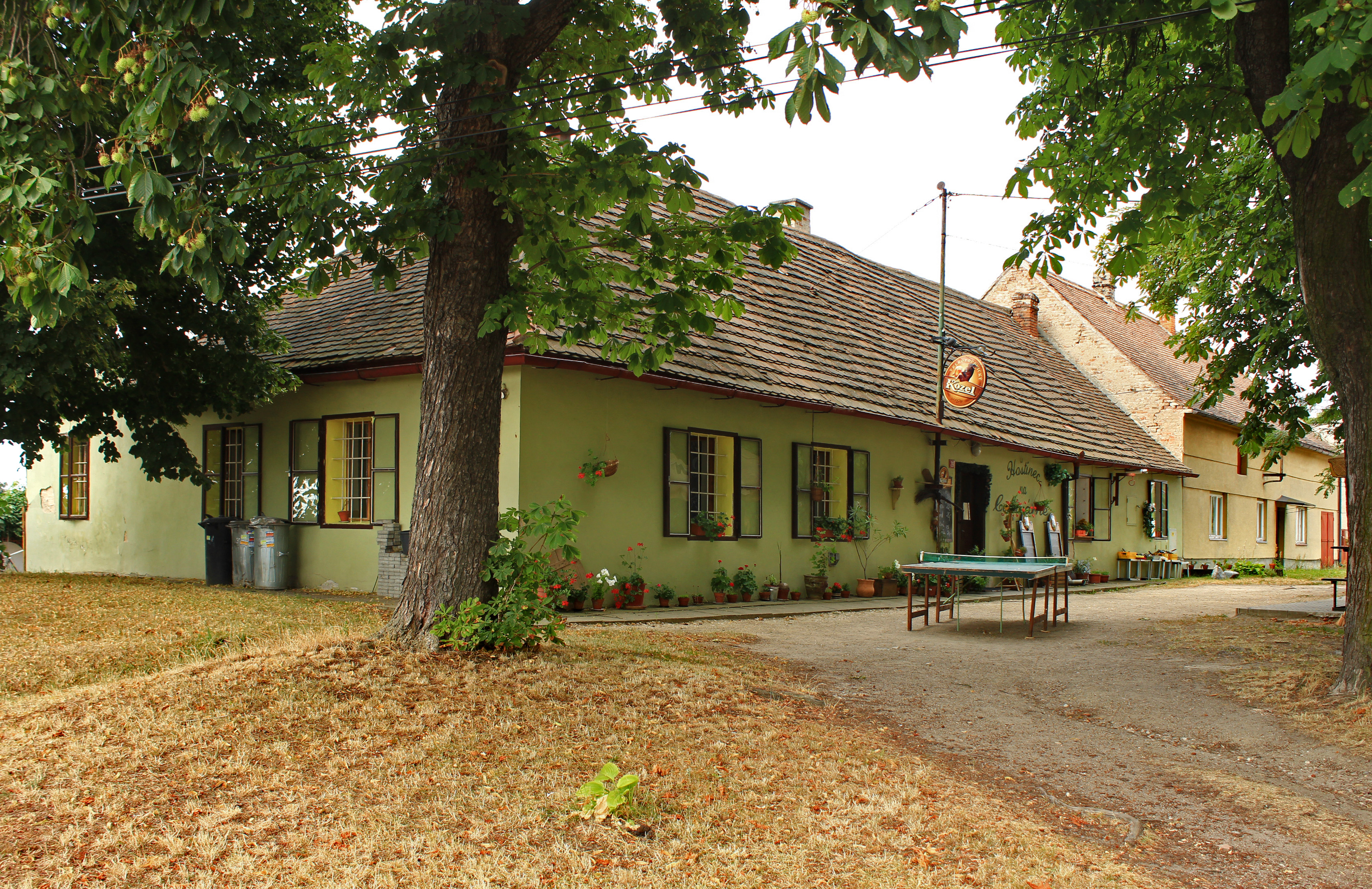
Wirtshaus

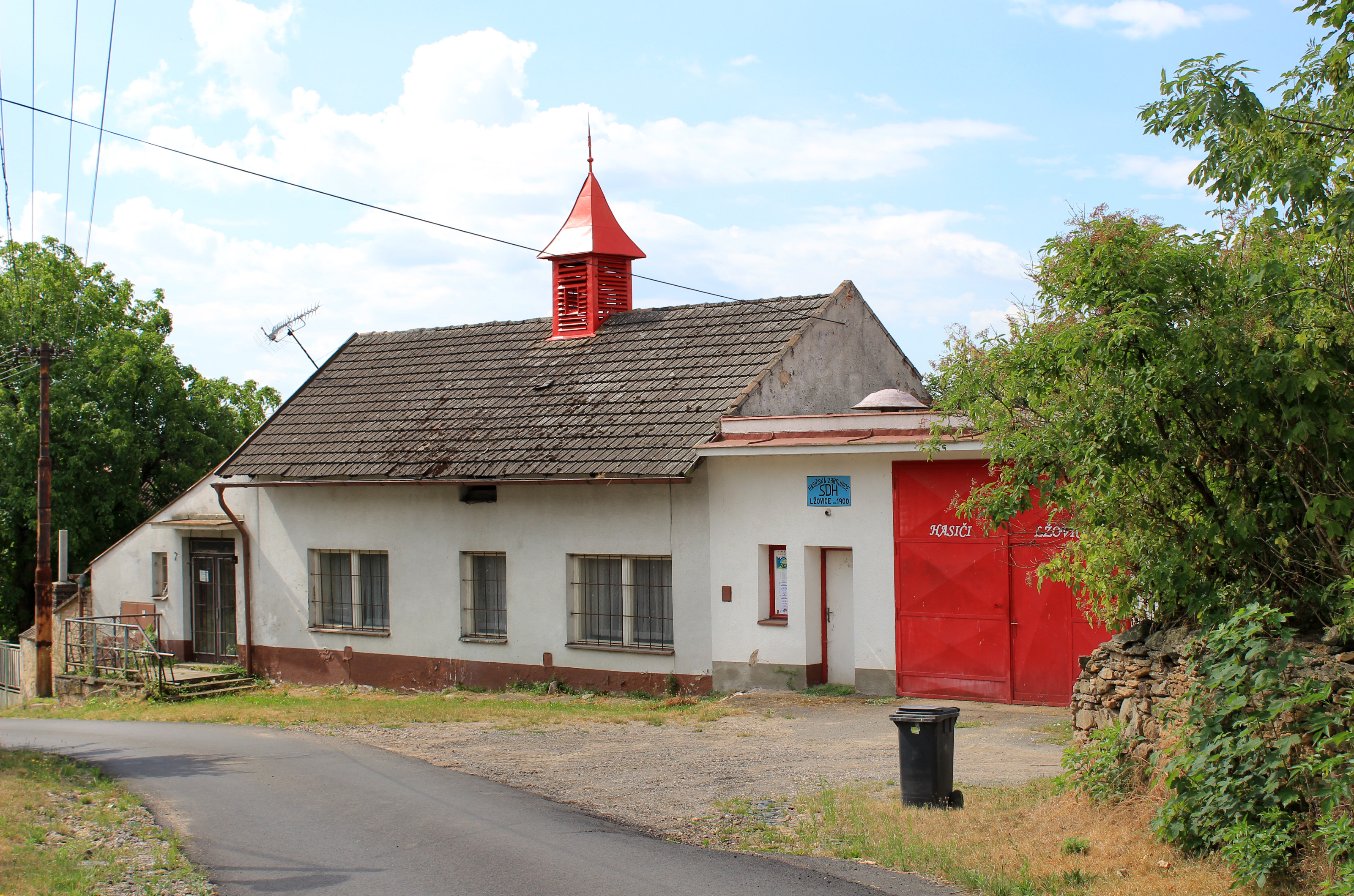
Feuerwehrdepot

Lžovice (deutsch Lzowitz, 1939–45 Elschowitz) ist ein Ortsteil der Stadt Týnec nad Labem in Tschechien. Er liegt anderthalb Kilometer westlich von Týnec nad Labem und gehört zum Okres Kolín.

## Geographie
Lžovice befindet sich rechtsseitig über dem Elbtal am Rücken Stráň in der Středolabské tabule (Tafelland an der mittleren Elbe). Durch das Dorf führt die Staatsstraße II/322 zwischen Kolín und Týnec nad Labem. Zwischen Lžovice und Týnec nad Labem liegt das Tal des Baches Týnský potok mit mehreren Teichen. Gegen Osten liegt die Schleuse Týnec nad Labem.
Nachbarorte sind Bělušice im Norden, Týnec nad Labem im Nordosten, Vinařice im Osten, Záboří nad Labem und Svatá Kateřina im Süden, Bašta, Starý Kolín und Veletov im Südwesten, Labuť und Konárovice im Westen sowie Včelín, Jelen, Býchory und Němčice im Nordwesten.

## Geschichte
Zahlreiche archäologische Funde belegen eine Besiedlung der Gemarkung während des Übergangs von der Bronzezeit zur Schlesisch-Platenitzer Kultur um 1200 v. Chr. Um das 7. und 8. Jahrhundert befand sich auf dem Rücken wahrscheinlich eine charwatische Wachtburg. Später gehörte die Gegend zum Herrschaftsbereich der Slavnikiden. 
Die erste schriftliche Erwähnung des Dorfes erfolgte 1381 unter dem Namen Jelčovice als Besitz des Zisterzienserklosters Sedlec. Der Ort unterstand der Gerichtsbarkeit des Städtchens Týnec. Während der Hussitenkriege wurde das Kloster Sedlec 1421 von den Hussiten unter Jan Žižka überfallen und niedergebrannt; anschließend bemächtigten sich verschiedene Adlige des umfangreichen Grundbesitzes. König Sigismund überschrieb am 21. September 1436 das Teinitzer Gut mit dem Städtchen Tajnec sowie den zugehörigen Dörfern erblich an Vaněk von Miletínek, einen Bruder des gemäßigten Hussitenhauptmanns Diviš Bořek von Miletínek. Vaněk von Miletínek bildete daraus die Herrschaft Teynecz. Später wurde das Dorf der Herrschaft Kolín zugeschlagen und 1628 zusammen mit ihr an die Herrschaft Poděbrady angeschlossen. Lžovice besaß einen eigenen Rychtář und unterstand der Burgrechtsgerichtsbarkeit von Starý Kolín. Ansonsten blieb Lžovice immer kirchlich, schulisch und wirtschaftlich mit der Stadt Elbe-Teinitz in der Herrschaft Pardubitz verbunden.
Im Jahre 1843 bestand das im Kauřimer Kreis an der Grenze zum Časlauer und Chrudimer Kreis gelegene Rustikaldorf Lžowitz bzw. Lžowice aus 28 Häusern, in denen 205 Personen, darunter eine protestantische Familie lebten. Im Ort gab es zwei Wirtshäuser. Pfarr- und Schulort war Elbe-Teinitz, der Amtsort war Kaisersdorf. Bis zur Mitte des 19. Jahrhunderts blieb Lžowitz der Herrschaft Kolin untertänig.
Nach der Aufhebung der Patrimonialherrschaften bildete Lžovice ab 1849 eine Gemeinde im Gerichtsbezirk Kolin. Ab 1868 gehörte das Dorf zum Bezirk Kolin. 1869 hatte Lžovice 213 Einwohner und bestand aus 34 Häusern. Im Jahre 1900 lebten in Lžovice 250 Menschen, 1910 waren es 239. 1930 hatte Lžovice 215 Einwohner und bestand aus 53 Häusern. 1961 erfolgte die Eingemeindung nach Týnec nad Labem. Beim Zensus von 2001 lebten in den 88 Häusern von Lžovice 190 Personen.

## Gemeindegliederung
Der Ortsteil Lžovice besteht aus den Grundsiedlungseinheiten Lžovice und Týnec nad Labem (anteilig). Neben dem Katastralbezirk Lžovice umfasst er auch Teile des Katastralbezirks Týnec nad Labem.

## Sehenswürdigkeiten
- Gedenkstein für die Opfer beider Weltkriege
- Lžovické tůně, abgeworfener Elbmäander südlich des Dorfes